# Песни китов
Песни китов — звуки, издаваемые китообразными для общения. Слово «песни» используется, чтобы подчеркнуть повторяющийся и мелодичный характер звуков, напоминающий человеческое пение.
Использование звуков как основного канала общения вызвано тем, что в условиях водной среды видимость может быть ограничена, а запахи распространяются существенно медленнее, чем в воздухе.
Считается, что самые сложные песни горбатых китов и некоторых беззубых китов используются в брачных играх. Более простые сигналы используются круглый год и, возможно, служат для повседневного общения и навигации. Зубатые киты (включая косаток) используют издаваемые звуки для эхолокации.

## Образование звуков

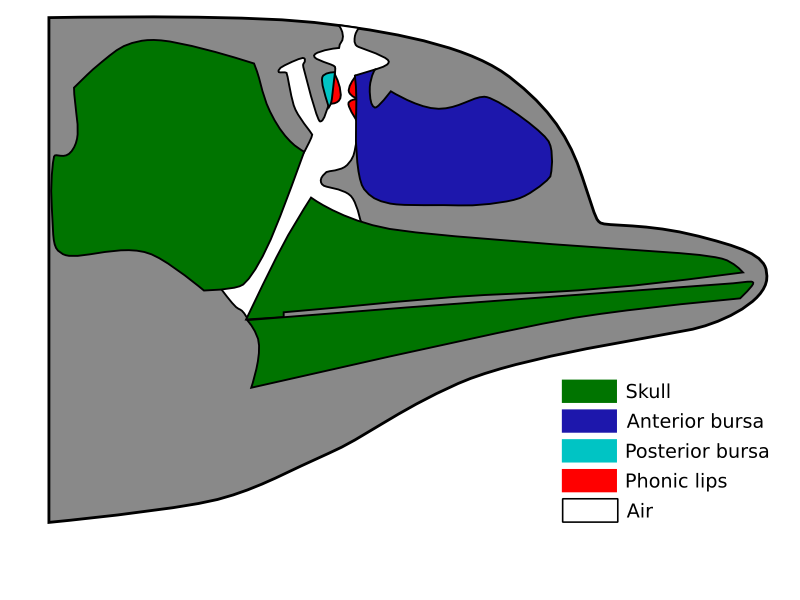
Органы дельфинов, участвующие в формировании звуков

Зубатые киты (в том числе дельфины) не издают длительных низкочастотных звуков, характерных для песен беззубых китов. Они производят высокочастотные последовательности щелчков и свиста. Щелчки состоят из отдельных посылок частотой 20…50 кГц с периодом нарастания порядка 0,1 мс и служат для эхолокации.
В носоглотке зубатых китов имеются специальные образования — «звуковые губы», которые вибрируют, когда воздух проходит сквозь носовое отверстие. Большинство зубатых китов имеют две пары звуковых губ, что позволяет одновременно издавать два звука. Череп и мягкие ткани головы концентрируют звуковые колебания и играют роль звуковой линзы.
У беззубых китов нет звуковых губ, и образование звуков происходит в глотке, но поскольку у них нет голосовых связок, точный механизм остаётся неясным. Этот процесс не является полностью аналогичным человеческому, поскольку китам для создания звуков нет необходимости выдыхать воздух.

## Примеры звуков
Песня горбатого китао файле

Песня косаткио файле
Обычные вокализации горбатого кита (мычание)о файле
Песня горбатого китао файле